# Ченстоховська архідієцезія
50°48′32″ пн. ш. 19°07′38″ сх. д. / 50.8088° пн. ш. 19.1272° сх. д.
Ченстоховська архідієцезія — одна з 14 архідієцезій католицької церкви в Польщі. Створена як 1925 року буллою папи Пія XI, 1992 отримала статус архідієцезії. Охоплює територію в 6 925 км² і налічує понад 750 тисяч вірних.
Катедральним собором архідієцезії є Базиліка Святого Сімейства.